# Państwa posiadające broń jądrową
Państwa posiadające broń jądrową – istnieje dziewięć państw na świecie posiadających broń jądrową. Pięć spośród nich jest określanych jako „państwa nuklearne” (ang. nuclear-weapon states) w układzie o nierozprzestrzenianiu broni jądrowej (Non Proliferation Treaty). Tymi państwami są: Stany Zjednoczone, Rosja, Wielka Brytania, Francja i Chińska Republika Ludowa.
     NPT – państwa posiadające broń jądrową zgodnie z ustaleniami międzynarodowymi (Chiny, Francja, Rosja, Wielka Brytania, Stany Zjednoczone)
     Inne państwa posiadające broń jądrową (Indie, Pakistan, Korea Północna)
     Państwa nieoficjalnie będące posiadaczami broni jądrowej (Izrael)
     Państwa NATO lub CSTO objęte polityką udostępniania broni jądrowej (Belgia, Niemcy, Holandia, Włochy, Turcja, Białoruś)
     Kraje posiadające broń jądrową w przeszłości (Kazachstan, Ukraina, RPA)

NPT – państwa posiadające broń jądrową zgodnie z ustaleniami międzynarodowymi (Chiny, Francja, Rosja, Wielka Brytania, Stany Zjednoczone)
Inne państwa posiadające broń jądrową (Indie, Pakistan, Korea Północna)
Państwa nieoficjalnie będące posiadaczami broni jądrowej (Izrael)
Państwa NATO lub CSTO objęte polityką udostępniania broni jądrowej (Belgia, Niemcy, Holandia, Włochy, Turcja, Białoruś)
Kraje posiadające broń jądrową w przeszłości (Kazachstan, Ukraina, RPA)

Od kiedy w 1970 wszedł w życie układ o nierozprzestrzenianiu broni jądrowej, trzy państwa nie wzięły w nim udziału i przeprowadzały testy jądrowe: Indie, Pakistan, oraz Korea Północna. Korea była członkiem układu o nierozprzestrzenianiu, jednak wystąpiła w 2003 roku. Ponadto nieoficjalnym posiadaczem broni jądrowej jest także Izrael. Według Sztokholmskiego Międzynarodowego Instytutu Badań nad Pokojem Izrael posiada około 80 głowic jądrowych. Z kolei według Bulletin of the Atomic Scientists w 2014 na całym świecie znajdowało się około 10 144 głowic. Jest to suma niemal siedmiokrotnie niższa, niż pod koniec lat 80. XX wieku, kiedy na świecie w użyciu było około 70 tysięcy, z czego 45 tysięcy należało do Związku Radzieckiego.
Państwami, które w przeszłości posiadały broń jądrową, są Południowa Afryka, Ukraina, Białoruś i Kazachstan. Trzy ostatnie kraje odziedziczyły głowice po rozpadzie Związku Radzieckiego w 1991. RPA posiadała broń jądrową, ale zrezygnowała z niej w 1994 po przystąpieniu do układu o nierozprzestrzenianiu broni nuklearnej. III Rzesza próbowała w czasie II wojny światowej wyprodukować broń jądrową, jednak próby te skończyły się niepowodzeniem. Pierwszym krajem dysponującym siłą nuklearną stały się Stany Zjednoczone w 1945. Ponadto pięć państw należących do NATO (Niemcy, Włochy, Turcja, Belgia i Holandia) należy do programu o nazwie Nuclear Sharing, który przewiduje przechowywanie amerykańskich głowic na terenie tych państw. Jedno państwo CSTO (Białoruś) przechowuje na swoim terenie głowice rosyjskie.

## Liczba głowic
Poniżej przedstawiono stan na rok 2025:
| Państwo                                                                                     | Liczba wszystkich głowic jądrowych | Liczba rozmieszczonych głowic jądrowych | Rok pierwszej próby nuklearnej | Traktat o całkowitym zakazie prób z bronią jądrową            |
| ------------------------------------------------------------------------------------------- | ---------------------------------- | --------------------------------------- | ------------------------------ | ------------------------------------------------------------- |
| Pierwsze pięć państw nuklearnych, które przyjęły program jądrowy przed wejściem w życie NPT |                                    |                                         |                                |                                                               |
| Rosja                                                                                       | 4309                               | 1718                                    | 1949 („RDS-1”)                 | Sygnatariusz (ratyfikowana, ale później cofnięta ratyfikacja) |
| Stany Zjednoczone                                                                           | 3700                               | 1770                                    | 1945 („Trinity”)               | Sygnatariusz                                                  |
| Chińska Republika Ludowa                                                                    | 600                                | 24                                      | 1964 („596”)                   | Sygnatariusz                                                  |
| Francja                                                                                     | 290                                | 280                                     | 1960 („Gerboise bleue”)        | Ratyfikowany                                                  |
| Wielka Brytania                                                                             | 225                                | 120                                     | 1952 („Operacja Huragan”)      | Ratyfikowany                                                  |
| Państwa, które nie podpisały NPT, czyli układu o nierozprzestrzenianiu broni jądrowej       |                                    |                                         |                                |                                                               |
| Indie                                                                                       | 180                                | 0                                       | 1974 („Smiling Buddha”)        | Niesygnatariusz                                               |
| Pakistan                                                                                    | 170                                | 0                                       | 1998 („Chagai-I”)              | Niesygnatariusz                                               |
| Korea Północna                                                                              | 50                                 | 0                                       | 2006                           | Niesygnatariusz                                               |
| Państwa które oficjalnie nie dysponują bronią jądrową, ale w rzeczywistości ją posiadają    |                                    |                                         |                                |                                                               |
| Izrael                                                                                      | 90                                 | 0                                       | 1960–1979                      | Sygnatariusz                                                  |

## Liczba głowic w szerszej perspektywie czasowej

Zestawienie potencjału jądrowego USA i ZSRR/Rosji w latach 1945–2014

| Państwo                  | 1945 | 1950 | 1955  | 1960   | 1965   | 1970   | 1975   | 1980   | 1985   | 1990   | 1995   | 2000   | 2005   | 2013    | 2018    |
| ------------------------ | ---- | ---- | ----- | ------ | ------ | ------ | ------ | ------ | ------ | ------ | ------ | ------ | ------ | ------- | ------- |
| Stany Zjednoczone        | 3    | 299  | 2 422 | 18 638 | 31 139 | 26 008 | 27 519 | 24 104 | 23 368 | 21 392 | 10 904 | 10 577 | 8 360  | 7 700   | 6800    |
| Związek Radziecki/Rosja  | 0    | 5    | 200   | 1 605  | 6 129  | 11 643 | 19 055 | 30 062 | 39 197 | 37 000 | 27 000 | 21 500 | 17 000 | 8 500   | 7700    |
| Wielka Brytania          | 0    | 0    | 14    | 42     | 436    | 394    | 492    | 492    | 422    | 422    | 422    | 281    | 281    | 225     | 215     |
| Francja                  | 0    | 0    | 0     | 0      | 32     | 36     | 188    | 250    | 360    | 505    | 500    | 470    | 350    | 300     | 300     |
| Chińska Republika Ludowa | 0    | 0    | 0     | 0      | 5      | 75     | 180    | 205    | 243    | 232    | 234    | 232    | 235    | 250     | 280     |
| Izrael                   | 0    | 0    | 0     | 0      | 0      | 8      | 20     | 31     | 42     | 53     | 63     | 72     | 80     | 80      | 80      |
| Indie                    | 0    | 0    | 0     | 0      | 0      | 0      | 0      | 1      | 3      | 7      | 14     | 28     | 44     | 90-110  | 130-140 |
| Południowa Afryka        | 0    | 0    | 0     | 0      | 0      | 0      | 0      | 0      | 3      | 6      | 0      | 0      | 0      | 0       | 0       |
| Pakistan                 | 0    | 0    | 0     | 0      | 0      | 0      | 0      | 0      | 0      | 4      | 13     | 28     | 38     | 100-120 | 140-150 |
| Korea Północna           | 0    | 0    | 0     | 0      | 0      | 0      | 0      | 0      | 0      | 0      | 0      | 0      | 8      | 6-8     | 10-20   |

## Dawni posiadacze broni jądrowej
- Ukraina – po uzyskaniu niepodległości Ukraina posiadała ponad 5 tysięcy głowic. Wszystkie zostały przesłane do Rosji w 1996 na podstawie układu budapesztańskiego[14].
- Białoruś – po uzyskaniu niepodległości Białoruś posiadała około 800 głowic. Wszystkie zostały przekazane Rosji w 1996. Białoruś była od 1992 członkiem układu o nierozprzestrzenianiu broni[15], do lutego 2022 roku, kiedy to przeprowadzono referendum konstytucyjne, w wyniku którego ustał jej status niejądrowy[16].
- Kazachstan – po 1991 Kazachstan posiadał około 1800 głowic. Wszystkie zostały przekazane Rosji w 1995. Kazachstan jest członkiem układu o nierozprzestrzenianiu broni[17].
- Południowa Afryka – w 1967 RPA przystąpiła do programu nuklearnego. Nie jest pewne, czy władze tego państwa przeprowadziły testy jądrowe. 22 września 1979 doszło do incydentu Vela. Wówczas z satelity VELA 6911 zaobserwowano silny rozbłysk nad Oceanem Indyjskim w pobliżu Wysp Księcia Edwarda. Prawdopodobnie była to próba jądrowa RPA lub Izraela, lecz nie ma dostatecznych dowodów na potwierdzenie tej tezy. Krytycy[którzy?] twierdzą, że Południowa Afryka nie posiadała do listopada 1979 tak potężnego arsenału, aby wywołać tak silny błysk na oceanie. W latach 80. RPA dysponowała sześcioma głowicami. Na początku lat 90. RPA zrezygnowała z posiadania broni jądrowej. Od 1991 należy do układu o nierozprzestrzenianiu broni nuklearnej[18].